# Пилени (язык)
Пилени (самоназвание — Vaeakau-Taumako) — полинезийский язык, распространённый на Островах Риф провинции Темоту Соломоновых Островов. Язык назван по Пилени, одному из Островов Риф.
На языке разговаривают на острове Таумако, входящем в состав островов Риф, а также на островах Ауа, Матема, Нифоли, Нупани, Нукапу и Пилени.
Традиционно язык относят к семейству футунийских языков полинезийской подгруппы, однако связь с футунийскими языками довольно слабая.